# Liotyphlops argaleus
Liotyphlops argaleus — вид змій родини американських сліпунів (Anomalepididae). Ендемік Колумбії.

## Поширення й екологія
Liotyphlops argaleus відомі з низки місцевостей, розташованих у департаментах Кундінамарка і Сантандер. Ведуть риючий спосіб життя, живляться дощовими черв'яками й личинками комах.